# Європейська рулетка
Європейська рулетка (англ. European Roulette) — різновид азартної гри рулетка від (фр. roulette — «коліщатко»), . Ця гра дуже популярна в багатьох казино, особливо європейських. Круп'є обертає колесо рулетки, яке розділене на 37 комірок, в одну з яких і повинна впасти кулька. Мета гри — вгадати номер комірки, на якому зупиниться кулька, запущена на колесо рулетки, що обертається. Гра в Європейську рулетку ведеться за столом, який обладнаний колесом і на якому розкреслене ігрове поле з числами (номерами).

## Історія європейської рулетки
Слово «рулетка» походить від французького «roulette» — коліщатко. Точних історичних даних про походження цієї гри немає, а одна з популярних версій приписує винахід рулетки Блезу Паскалю, знаменитому ученому і філософу 17 століття.
Найчастіше вважається, що рулетка вперше з'явилася у Франції. Французька рулетка є прародителькою американської і європейської рулеток. Саму ж її можна і тепер зустріти в гральних будинках Баден-Бадена та Монте-Карло.
Історія європейської рулетки як такої бере свій початок в середині 19 століття. Перше казино, в якому грали в Європейську Рулетку, було відкрите в 1842 році. Його засновником вважається француз Франсуа Бланк (Francois Blanc). Він змінив французьку рулетку, прибравши з її колеса подвійне зеро. Цим він поліпшив шанси гравців на виграш і, як наслідок, збільшив відвідуваність гральних будинків, якими він керував. З тої пори колесо європейської рулетки поступово набувало популярності, і тепер європейська рулетка — дуже популярна азартна гра в казино, як «реальних», так і віртуальних (у мережі Інтернет).

## Колесо і стіл європейської рулетки
Колесо рулетки доволі велике: діаметр — близько 3 футів (приблизно 0.92 м), а вага — понад 100 фунтів (близько 45.4 кг). Фактично колесо рулетки складається з двох окремих частин: столу, який є стаціонарним, і самого колеса, яке обертається.
Ячійки колеса європейської рулетки пронумеровані від 1 до 36 і забарвлені в 2 кольори: чорний і червоний. Номери розташовані не по порядку, хоча кольори ячийок строго чергуються, починаючи з 1 — червоного кольору. Є також зелений сектор, що збігається з цифрою 0 (зеро). У коліс для американської рулетки є другий 0 сектор, відмічений як «00» (подвійне зеро).
Послідовність розташування чисел на колесі європейської рулетки така: 0, 32, 15, 19, 4, 21, 2, 25, 17, 34, 6, 27, 13, 36, 11, 30, 8, 23, 10, 5, 24, 16, 33, 1, 20, 14, 31, 9, 22, 18, 29, 7, 28, 12, 35, 3, 26.
Номери на колесі Європейської рулетки підрозділяються на три сектори:
- «Voisins du Zero», що включає дванадцять чисел, — 22, 18, 29, 7, 28, 12, 35, 3, 26, 0, 32, 15, 19, 4, 21, 2, 25;

- «Tier du Cylindre», що включає числа 27, 13, 36, 11, 30, 8, 23, 10, 5, 24, 16, 33;

- ділянка, що складається з секторів «Orphans» і «Orphelins». Ці два сектори включають вісім номерів — 17, 34, 6, 1, 20, 14, 31, 9.

Розділення колеса Європейської рулетки на сектори дозволяє гравцям робити усні ставки (див. нижче усні ставки).
На столі європейської рулетки числа від одного до тридцяти шести виставлені в три колонки, складаючи арифметичну послідовність. Числа або червоного, або чорного кольору — відповідно до кольору на колесі рулетки. Вище за колонки розташований сектор нуль. Поряд з колонками по обидві сторони розташовано шість ігрових полів, кожне з яких має свою власну назву: «парне», «непарне», «верх», «низ», «червоне» і «чорне». Ставки, розташовані в цих ігрових полях, називаються «Рівні шанси». У нижній частині розташовуються дев'ять полів меншого розміру що позначають: «дюжини» і «колонки».
Ігрове поле в Європейській рулетці ділиться на внутрішнє і зовнішнє. Внутрішнє ігрове поле включає номери від 0 (zero) до 36. Номери ж утворюють ряди (rows) по три числа в кожному і колонки (columns) по 12 чисел в кожній. Зовнішнє ігрове поле є спеціальними полями по краях внутрішнього ігрового поля.
Ставки, що робляться у внутрішніх межах ігрового поля називаються «Ставки на номери» (або внутрішні ставки — inside bets). Ставки на спеціальних полях по краях ігрового поля називаються «Зовнішніми ставками» (outside bets).
Ігровий стіл Європейської Рулетки має клітки з номерами від 0 до 36. На кожен з номерів можна робити ставки, такі ставки називають Внутрішніми (Inside Bets). Також є додаткові області для здійснення Зовнішніх ставок (Outside Bet).

## Ставки в Європейській Рулетці
Гравець може робити ставки на:
- Певне число
- Комбінацію чисел
- Чи буде число червоним або чорним, парним або непарним, великим або малим

У Європейській рулетці можливі 10 різних типів ставок, кожна покриває певний діапазон номерів (або один номер) і у разі виграшу оплачується по-різному.

### Внутрішні ставки (Inside Bets)
- Пряма ставка, або ставка на один номер (англ. Straight Bet, або Straight Up) — ставка на один номер, зокрема на 0. Фішки поміщаються на окремий номер. Виплата: 35 до 1

- Ставка на два номери (Split Bet). Фішки поміщаються на лінію, що розділяє будь-які два номери., тобто можлива ставка і на 0 в комбінації з будь-яким числом першого ряду. Виплата: 17 до 1

- Стріт, або ставка на три номери (Street Bet). Фішки ставляться на лінію, яка відокремлює нумероване поле від зовнішньої області і покриває всі три числа у вибраному ряду. Виплата: 11 до 1

- Кутова ставка (Corner Bet) — ставка на чотири номери. Фішки поміщаються на перетині ліній, що розділяють чотири номери. Виплата: 8 до 1

- Дві лінії (Line Bet) — ставка на шість номерів. Фішки поміщаються на зовнішню лінію в місці зіткнення двох рядів. Виплата: 5 до 1

### Зовнішні ставки (Outside Bets)
- Ставка на колонку або стовпець (Column Bet) — ставка на дванадцять номерів. Фішки поміщаються на поля «2 to 1». Виплата: 2 до 1

- Ставка на дюжину (Dozen Bet) — ставка на дванадцять номерів. У нижній частині ігрового поля знаходяться ячійки, відмічені як «1st 12» (1-а дюжина, числа від 1 до 12), «2st 12» (2-а дюжина, числа від 13 до 24) і «3rd 12» (3-а дюжина, числа від 25 до 36). Щоб зробити ставку, потрібно помістити фішки на ячійку вибраної дюжини. Виплата: 2 до 1

### Ставки «Рівні шанси» (Even Money)
- Червоне або Чорне (Red or Black) — фішки поміщаються на поле, помічене червоним або чорним кольором.

- Парне або Непарне (Even or Odd) — фішки поміщаються на полі «Even» (парне) і «Odd» (непарне).

- Маленьке або Велике (Low or High) — ставка на 18 номерів (половина ігрового поля), окрім 0. Фішки поміщаються на полі «1 to 18» або «19 to 36». Виплата: 1 до 1

### Усні ставки (Announces або Call bets)
Розташування чисел на колесі дає можливість гравцям робити так звані Усні ставки (Announces)

#### Вуазан де зеро (Voisins або series 0/2/3)
- Ставка робиться на всі числа, що входять в сектор «Voisins de Zero»: (22, 18, 29, 7, 28, 12, 35, 3, 26, 0, 32, 15, 19, 4, 21, 2, 25). Гравець дає круп'є кількість фішок, кратна дев'яти. Круп'є поміщає їх у відповідний сектор. Якщо на ігровому столі немає зображень секторів для розміщення Усних ставок, круп'є розміщує фішки гравця таким чином: ставка в одну фішку на два номери (split або «cheval») на кожну з пар: 4/7, 12/15, 18/21, 19/22, 32/35, дві фішки на «street» 0-2-3 і двох фішці на чотири номери (carre) 25-29.

#### Зеро шпиль (Zero Spiel)
- Чотири фішки (або число кратне чотирьом) покривають такі номери: 12, 35, 3, 26, 0, 32, 15. Ставка робиться на суміжні номери, як показано в таблиці.

#### Тьер (Tier або series 5/8)
- Шістьма фішками покриваються номери: 27, 13, 36, 11, 30, 8, 23, 10, 5, 24, 16, 33. По одній фішці на кожну пару чисел: 5/8, 10/11, 13/16, 23/24, 27/30, 33/36. Виграш становить: 17 + 1 — 6 = 12 units. Таким чином ефект 12:6 або 2:1 — те ж що і для ставки на дюжину або колонку

#### Орфолайнс (Orphans і orphelins)
- Гравець робить ставку на номери: 17, 34, 6, 1, 20, 14, 31, 9. Він дає круп'є п'ять фішок (або число фішок, кратне п'яти), які розміщуються таким чином: Ставка на одне число («straight» або «plein») на 1 і ставка на два числа («split» або «cheval») на пари: 6/9, 14/17, 17/ 20, 31/34.

#### Інші Усні ставки
- Сусіди. Ця ставка покриває число і чотири числа, що є сусідніми з ним на колесі: два справа і два зліва. Ставка робиться п'ятьма фішками (або числом фішок, кратним п'яти) Наприклад, якщо гравець заявляє «Вісім і сусіди», це означає, що гравець ставить на випадання одне з п'яти чисел 11-30-8-23-10 (8 в центрі). При успіху, прибуток складе 35 + 1 — 5 = 31.

- Остання цифра. Гравець ставить на всі номери, які мають однакову останню цифру. Наприклад, «Останні 5» означає ставку на 5, 15, 25, 35.

#### Правило «En Prison»
У деяких Європейських казино застосовується наступне правило: Коли випадає «0» (ZERO), ставки, що зроблені на «рівні шанси» (Чорне/червоне, велике/мале, парне/непарне) не згорають, а залишаються на ігровому столі до наступного розиграшу числа.
Якщо знову випаде «0», ставка втрачається. Якщо ж ставка, що знаходиться «En Prison» (або, як ще говорять, «у тюрмі») при наступному кидку кульки виграє, вона повертається гравцеві без виплати виграшу.

#### Правило «La Partage»
Це правило схоже з правилом «Surrender» в Американській рулетці. Гравець втрачає половину ставки «на рівні шанси», якщо випаде зеро.

## Цікаві факти про рулетку
- Якщо скласти всі числа в столі рулетки від 1 до 36, то вийде число 666, яке найчастіше асоціюється з дияволом.

- Федір Михайлович Достоєвський в 1865 році був вимушений збігти за кордон, маючи на руках 3000 рублів авторських гонорарів. Письменник попрямував прямо в Бад Хомбург, де і програв за столом рулетки все. Що потім «надихнуло» його на написання всесвітньо відомого романа Гравець.

- У Японії клієнти банкоматів можуть поповнити свій бюджет, здійснюючи платіжні операції. Після завершення операції на екрані банкомату з'являється колесо рулетки, і у разі успіху виграш становить 1000 ієн.

- У історії Монте-Карло було всього лише один випадок, коли казино довелося повернути гравцеві програні гроші. Капітан військового корабля, що спустив в рулетку всю корабельну казну, просто поставив корабель на рейді точно напроти казино і націлив на нього всі гармати. Це виявилося вагомим аргументом.

- У 1963 році англійський актор Шон О'коннері виграв за три партії в італійському казино 30 000 доларів. Тричі підряд він ставив на число 17 — і виграв, хоча шанс випадання одного і того ж номера тричі становить всього лише 1 з 46 656(!).

- А.Ейнштейн вважав, що «Єдиний спосіб стабільно вигравати в рулетку — це красти гроші зі столу».